# Visakhapatnam (miasto)
Visakhapatnam (hindi Wiśakhapatnam (trb.), Viśākhapaṭṇam (trl.); telugu: విశాఖపట్టణం; ang. Visakhapatnam; także: Vizagapatnam, Vizag, Visakhapatnam) – portowe miasto nadbrzeżne dystryktu Visakhapatnam leżącego w stanie Andhra Pradesh we wschodnich Indiach. Pierwotnie mała wioska rybacka, dzięki bardzo korzystnie rozwiniętej linii brzegowej w XX wieku szybko przekształciła się w ważny port i ośrodek ciężkiego przemysłu. 
Władze miejskie starają się jednak o zrównoważony rozwój miasta z wykorzystaniem walorów pięknej przyrody i zachowanych w dobrym stanie zabytków.

## Geografia

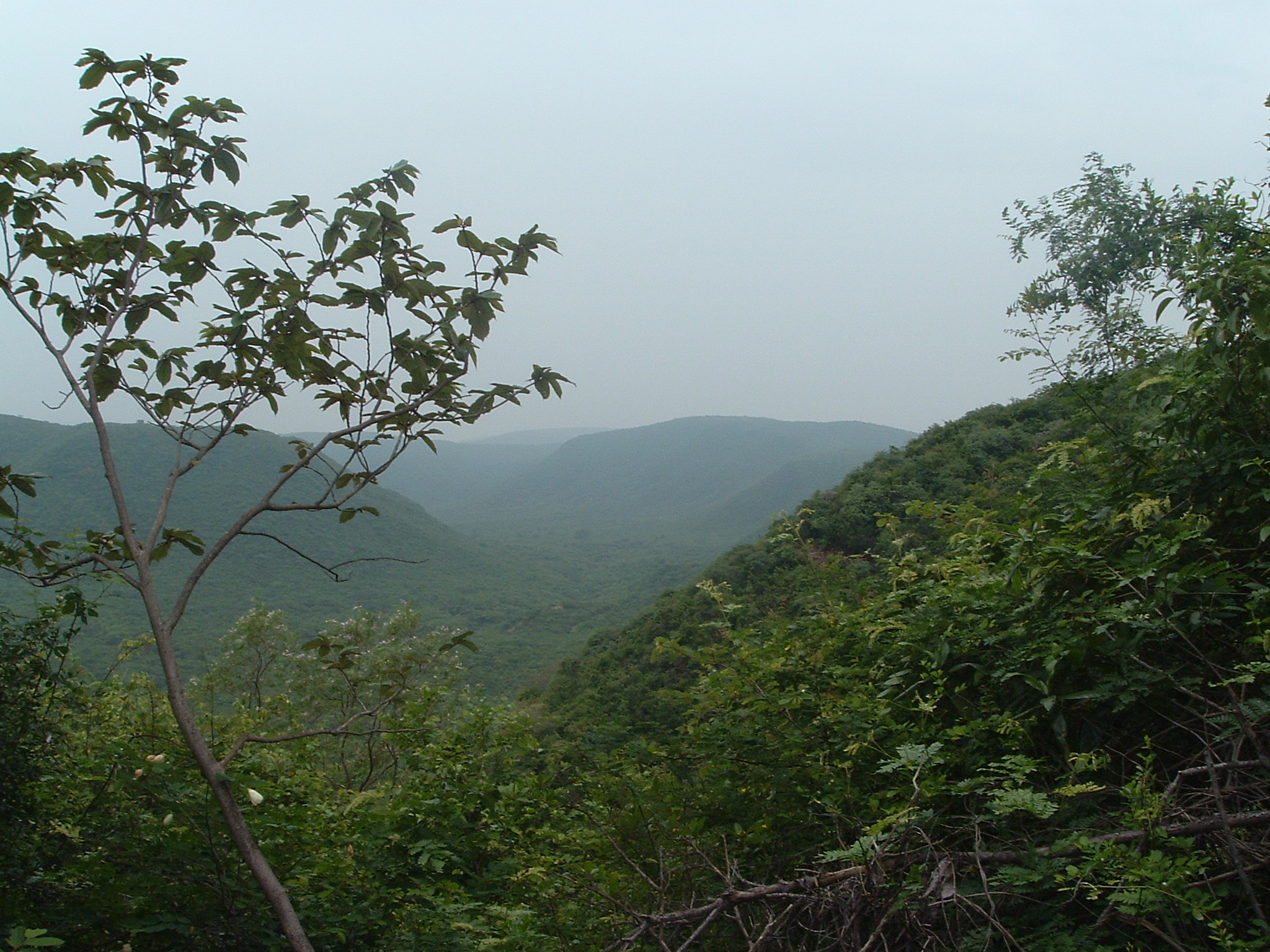
Widok ze szczytu wzgórza Kambalakonda w pobliżu Visakhapatnam

Nad miastem górują dwa pasma wzgórz: Kailasa i Yarada. Pasmo Kailasa rozciąga się od Simhachalam do MVP Colony na północnym skraju miasta. Samo miasto leży u podnóża wzgórza należącego do pasma Yarada, zwanego tu powszechnie Nosem Delfina (358m) na którym wybudowano najwyżej w Indiach położoną latarnią morską. Jej światło jest widoczne z wielkiej odległości, znakomicie poprawiając bezpieczeństwo nawigacji w tym zatłoczonym regionie Zatoki Bengalskiej. W głębi, za wzgórzem Yarada, jest dolina, za którą leży kolejne pasmo wzgórz. Od wschodu miasto okolone jest Zatoką Bengalską. Linia brzegowa wzdłuż której rozciąga się miasto przebiega z północnego wschodu ku południowemu zachodowi  na dystansie około 6 km. Tamże przebiega piękna, niedawno wykonana z funduszy miejskich dwupasmowa droga szybkiego ruchu.

## Klimat

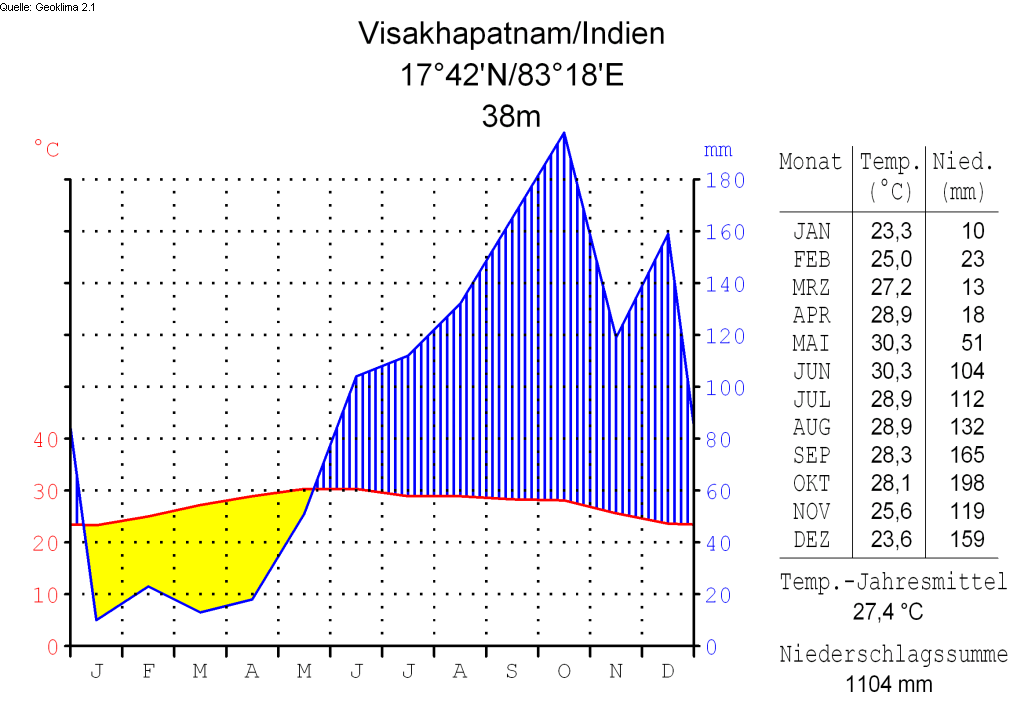
Klimatogram dla Visakhapatnam

Miasto Visakhapatnam ma klimat typowy dla strefy brzegowej dystryktu Visakhapatnam. Skoki temperatury nie przekraczające w cyklu miesięcznym 7 °C są złagodzone przez buforujący wpływ wielkiego akwenu, jakim jest Zatoka Bengalska z roczną sumą opadów około 1100 mm.

## Gospodarka
W odległości 24 km od miasta utworzona została Specjalna Strefa Ekonomiczna o powierzchni 360 akrów, utworzona z funduszy rządowych i administrowana przez Ministerstwo Handlu. Strefa posiada rozwiniętą infrastrukturę z zapleczem energetycznym (podstacja 33/11 kV), medycznym, bankowym, pocztowym, spedycyjnym, komunikacji publicznej itp. 
Tu zlokalizowana jest stacja transmisji satelitarnych zabezpieczająca pasmo transmisji do 20 mbps, w oparciu o którą świadczy usługi 2 dostawców internetu. Tu zlokalizowany jest też uniwersytet Andhra University wraz z licznymi instytucjami o charakterze inżynieryjnym oraz piękne zaplecze rekreacyjne.

## Galerie zdjęć
- Visakhapatnam photos. world66.com. [zarchiwizowane z tego adresu (2008-12-09)].
- Visakhapatnam Hills Gallery, Vizag Hills Photos, Visakha Hill Gallery, Visakhapatnam Hill wallpapers, Vizag Hills, vizag Wallpapers. vizagwaves.com. [zarchiwizowane z tego adresu (2009-03-18)].
- RK Beach Gallery photos Wallpapers, Ramakrishna Beach Photos, RK beach gallery, Rk beach wallpapers, Visakha Photos, Vizag Beach Photos, Beach Photos, Ramakrishna mission, Durga Temple, Submerine, vuda park, MGM Park,  Visakhapatnam Beach, Vizag Beach Wallapapers, RK Beach, Ruhikonda beach. vizagwaves.com. [zarchiwizowane z tego adresu (2009-03-18)].
- Visakhapatnam Pictures Gallery, Bhimili photos, Bhimili Gallery, Bhimili Wallpapers, Vizag Wallpapers, Bhimili Beach, Bhimili Pictures, Vizag Beach. vizagwaves.com. [zarchiwizowane z tego adresu (2009-03-18)].
- World Gazetteer